# 김제서중학교
김제서중학교는 전북특별자치도 김제시에 있었던 공립 중학교이다.

## 변천
- 1950년 4월 28일 재단법인 죽산학원 설립, 죽산중학교 인가
- 1975년 12월 24일 학교법인 기정학원으로 정관 변경
- 1976년 3월 1일 김제서중학교로 교명 변경
- 2004년 3월 1일 폐교

## 같이 보기
- 김제서고등학교